# Communauté de communes de la Vezouze
La communauté de communes de la Vezouze (CCV) est une ancienne communauté de communes française, située dans le département de Meurthe-et-Moselle dans la région Grand Est, faisant également partie du pays du Lunévillois.

## Histoire
Le 1er février 1988, des communes se regroupent au sein de l'EPCI de la Vezouze.
Le 1er janvier 1997, l'EPCI prend la forme de la « Communauté de Communes du Pays de la Vezouze », par arrêté préfectoral du 20 décembre 1996.
Elle est renommée plus tard en « Communauté de Communes de la Vezouze ».
Au 1er janvier 2017, elle a fusionné avec la communauté de communes du Piémont Vosgien pour former la communauté de communes de Vezouze en Piémont.

## Composition
Cette communauté de communes était composée des 34 communes suivantes :
| Nom                 | Code Insee | Gentilé         | Superficie (km2) | Population (dernière pop. légale) | Densité (hab./km2) |
| ------------------- | ---------- | --------------- | ---------------- | --------------------------------- | ------------------ |
| Blâmont (siège)     | 54077      | Blâmontais      | 7,41             | 1 100 (2014)                      | 148                |
| Amenoncourt         | 54013      |                 | 7,23             | 85 (2014)                         | 12                 |
| Ancerviller         | 54014      |                 | 12,34            | 266 (2014)                        | 22                 |
| Autrepierre         | 54030      |                 | 7,75             | 85 (2014)                         | 11                 |
| Avricourt           | 54035      | Avricourtois    | 2,25             | 385 (2014)                        | 171                |
| Barbas              | 54044      |                 | 7,33             | 174 (2014)                        | 24                 |
| Blémerey            | 54078      | Blumères        | 3,82             | 67 (2014)                         | 18                 |
| Buriville           | 54107      | Burivillois     | 11,44            | 71 (2014)                         | 6,2                |
| Chazelles-sur-Albe  | 54124      |                 | 3,39             | 35 (2014)                         | 10                 |
| Domèvre-sur-Vezouze | 54161      |                 | 14,78            | 290 (2014)                        | 20                 |
| Domjevin            | 54163      | Domjevinois     | 10,28            | 255 (2014)                        | 25                 |
| Emberménil          | 54177      | Emberménilois   | 14,39            | 268 (2014)                        | 19                 |
| Fréménil            | 54210      | Fréménilois     | 3,04             | 229 (2014)                        | 75                 |
| Frémonville         | 54211      | Frémonvillois   | 13,65            | 179 (2014)                        | 13                 |
| Gogney              | 54230      |                 | 8,80             | 47 (2014)                         | 5,3                |
| Gondrexon           | 54233      |                 | 2,49             | 36 (2014)                         | 14                 |
| Halloville          | 54246      |                 | 3,93             | 75 (2014)                         | 19                 |
| Harbouey            | 54251      | Harboisiens     | 10,14            | 110 (2014)                        | 11                 |
| Herbéviller         | 54259      |                 | 8,12             | 220 (2014)                        | 27                 |
| Igney               | 54271      | Hérédiens       | 4,71             | 130 (2014)                        | 28                 |
| Leintrey            | 54308      |                 | 15,44            | 139 (2014)                        | 9                  |
| Mignéville          | 54368      | Mignévillois    | 6,44             | 192 (2014)                        | 30                 |
| Montreux            | 54381      | Montresiens     | 3,69             | 63 (2014)                         | 17                 |
| Nonhigny            | 54401      |                 | 5,75             | 135 (2014)                        | 23                 |
| Ogéviller           | 54406      | Ogévillois      | 3,54             | 292 (2014)                        | 82                 |
| Réclonville         | 54447      | Réclonvillois   | 2,96             | 73 (2014)                         | 25                 |
| Reillon             | 54452      |                 | 4,39             | 71 (2014)                         | 16                 |
| Remoncourt          | 54457      | Remoncourtois   | 6,68             | 44 (2014)                         | 6,6                |
| Repaix              | 54458      | Respaliens      | 4,86             | 90 (2014)                         | 19                 |
| Saint-Martin        | 54480      | Saint-Martinois | 4,87             | 64 (2014)                         | 13                 |
| Vaucourt            | 54551      |                 | 6,29             | 72 (2014)                         | 11                 |
| Vého                | 54556      |                 | 7,74             | 101 (2014)                        | 13                 |
| Verdenal            | 54562      | Verdunois       | 6,54             | 152 (2014)                        | 23                 |
| Xousse              | 54600      |                 | 6,13             | 123 (2014)                        | 20                 |

## Administration
Le Conseil communautaire est composé de 52 délégués, dont 5 vice-présidents.
| Période                                  | Période          | Identité       | Étiquette | Qualité                                                                      |
| ---------------------------------------- | ---------------- | -------------- | --------- | ---------------------------------------------------------------------------- |
| Les données manquantes sont à compléter. |                  |                |           |                                                                              |
| 19 avril 2001                            | 13 avril 2014    | Gilbert Zieger |           | Maire d'Avricourt (jusqu'en 2014)                                            |
| 14 avril 2014                            | 31 décembre 2016 | Philippe Colin | DVG       | Maire d'Ancerviller Conseiller général du canton de Blâmont (de 2011 à 2015) |